# Ermita de San Isidro (Madrid)
La ermita de San Isidro (conocida también como ermita de San Isidro del Campo) es una ermita situada en el distrito de Carabanchel de la ciudad española de Madrid. Dedicada al santo patrón de la ciudad, Isidro Labrador (canonizado en 1622), se ubica en el paseo de la Ermita del Santo, al final del paseo del Quince de Mayo.
El origen de la primera ermita data de 1528, cuando la emperatriz Isabel ordenó su construcción junto al manantial donde brota agua que la tradición popular considera milagrosa. A las aguas de este manantial se le atribuye la curación del hijo de la reina, el futuro rey Felipe II. La ermita existente a comienzos del siglo XVI es hoy una segunda edificación que data del año 1725 (autores indican fechas en décadas posteriores), financiada por el virrey de Nueva España, Baltasar de Zúñiga.
En la actualidad se celebra en sus cercanías la romería a San Isidro cada 15 de mayo, que con el tiempo se ha convertido en verbena. Esta ermita es, junto con la de San Antonio de la Florida y la de la Virgen del Puerto (convertida en iglesia rectoral), las únicas supervivientes en Madrid a comienzos del siglo XXI.

## Historia
Situada al borde del río Manzanares, en la margen derecha, al otro lado de las ermitas de la Virgen del Puerto y de San Antonio de la Florida, es la única de sus contemporáneas que mantiene una continuidad con el edificio original al tiempo que testimonia la significación isidriana del lugar, en la tradición tipológica de la fusión autóctona entre el barroco culto y el castizo.
El lugar donde se ubica la ermita fueron unas tierras pertenecientes a Iván de Vargas en Carabanchel. Vargas era el patrón que contrató a san Isidro como pocero y labrador. El manantial existía ya desde el siglo XII, en vida de San Isidro. La casa de los Vargas se encontraba en las cercanías.

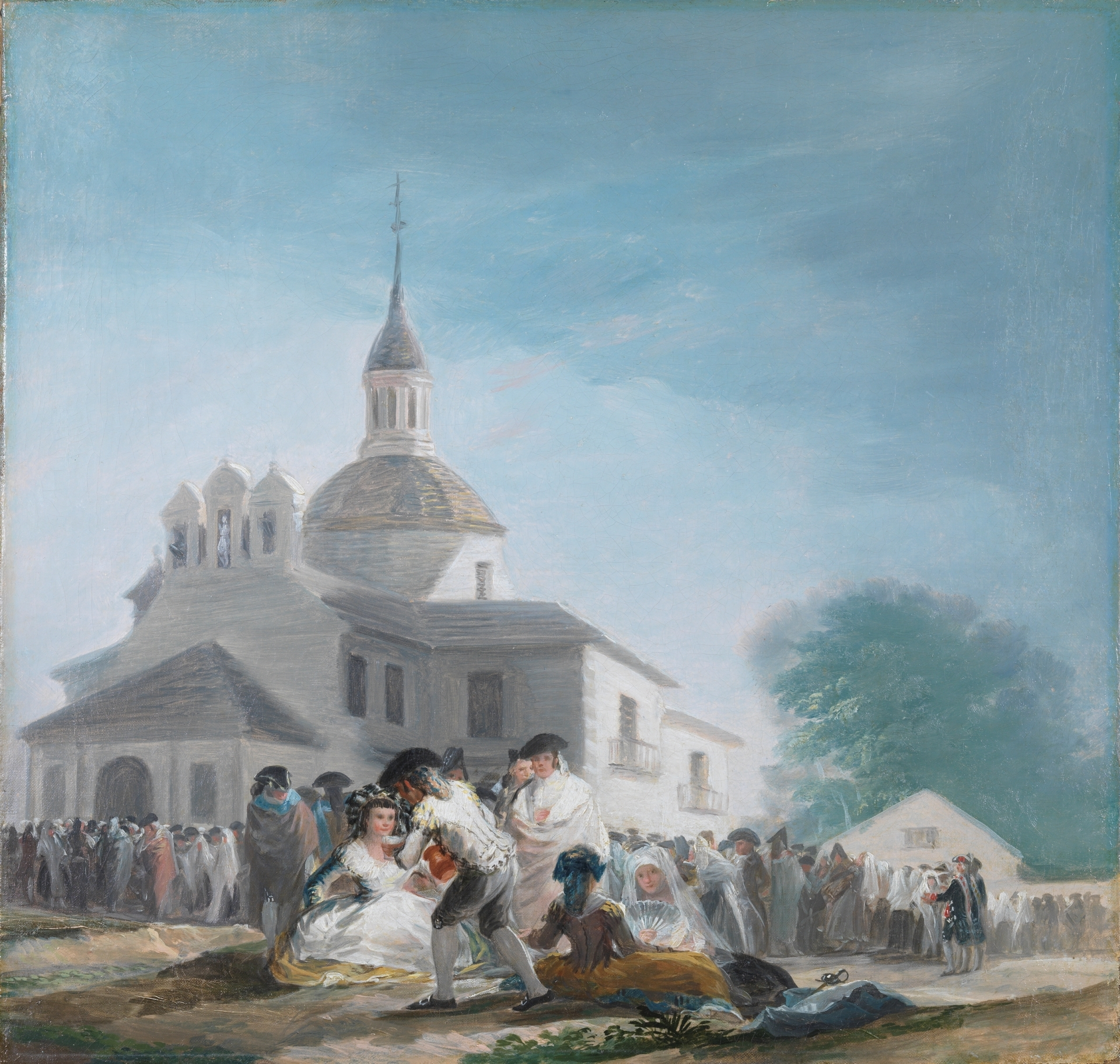
La romería a la ermita de San Isidro pintada por Goya en 1788. Museo del Prado.

El manantial (o quizás pozo) data del siglo XII, por lo tanto en tiempos de san Isidro, del que ya tienen noticias de sus aguas milagrosas. La tradición popular atribuye uno de los milagros de san Isidro a este pozo, creado para calmar la sed de su amo Iván de Vargas durante una calurosa tarde de verano. El manantial fue creado espontáneamente al clavar su aguijada en el suelo.
La romería asociada al santo, anterior a la construcción de la ermita, ya consistía en ir a beber el agua milagrosa que brotaba de la fuente. Tras este viaje romero de comienzo de la primavera, los madrileños se explayaban a lo largo de la pradera cercana.
La primera ermita de San Isidro data del año 1528, y se construyó por iniciativa de Isabel de Portugal, esposa del emperador Carlos I. El motivo fue el agradecimiento al santo por haber curado las aguas de un manantial a su hijo, el príncipe Felipe, unas peligrosas fiebres (cuartanas) que contrajo. En torno al manantial se edificó la ermita, estableciéndose como santuario dedicado a san Isidro Labrador. Por esta época la itinerante corte no había fijado la capitalidad española en Madrid. La tradición establece que la primera ermita se construyó en 1528, pero hay varios autores que defienden la edificación posteriormente en el año 1537, justo cuando se crea la Cofradía del Santísimo Sacramento y San Isidro. Hay autores que defienden una fecha de edificación posterior, apuntando al año 1587. En cada caso los historiadores parten de la documentación encontrada al fusionarse diversas cofradías madrileñas. La primera ermita debió de tener modestas proporciones.  
La segunda ermita fue reconstruida en el año 1725, bajo la vigilancia del marqués de Valero, Baltasar de Zúñiga, I duque de Arión, II marqués de Valero, en época de Felipe V. A su muerte se creó la Congregación Sacramental de la parroquia de San Andrés. Para facilitar el acceso a la ermita, la Congregación Sacramental decide construir un puente de barcas (pontón). Este acceso se denominará posteriormente como pontón de San Isidro.
Es un sencillo templo, de luminosidad interior, con planta de salón, nave única de tres tramos cubierta por bóvedas de cañón sobre arcos fajones con lunetas laterales, coro y pórtico a los pies, altar bajo retablo con calle central y dos laterales sostenidos por grandes columnas salomónicas y una sobria cúpula de media naranja dispuesta sobre pechinas y soportada por pilastras con capiteles tos años; de escasa esbeltez al carecer de tambor y formalización externa octogonal, está provista de linterna y cubierta con pizarra. El exterior de la ermita es simple y elegante y muestra, sobre el atrio, una fachada a modo de espadaña-campanario rematada con frontón triangular.

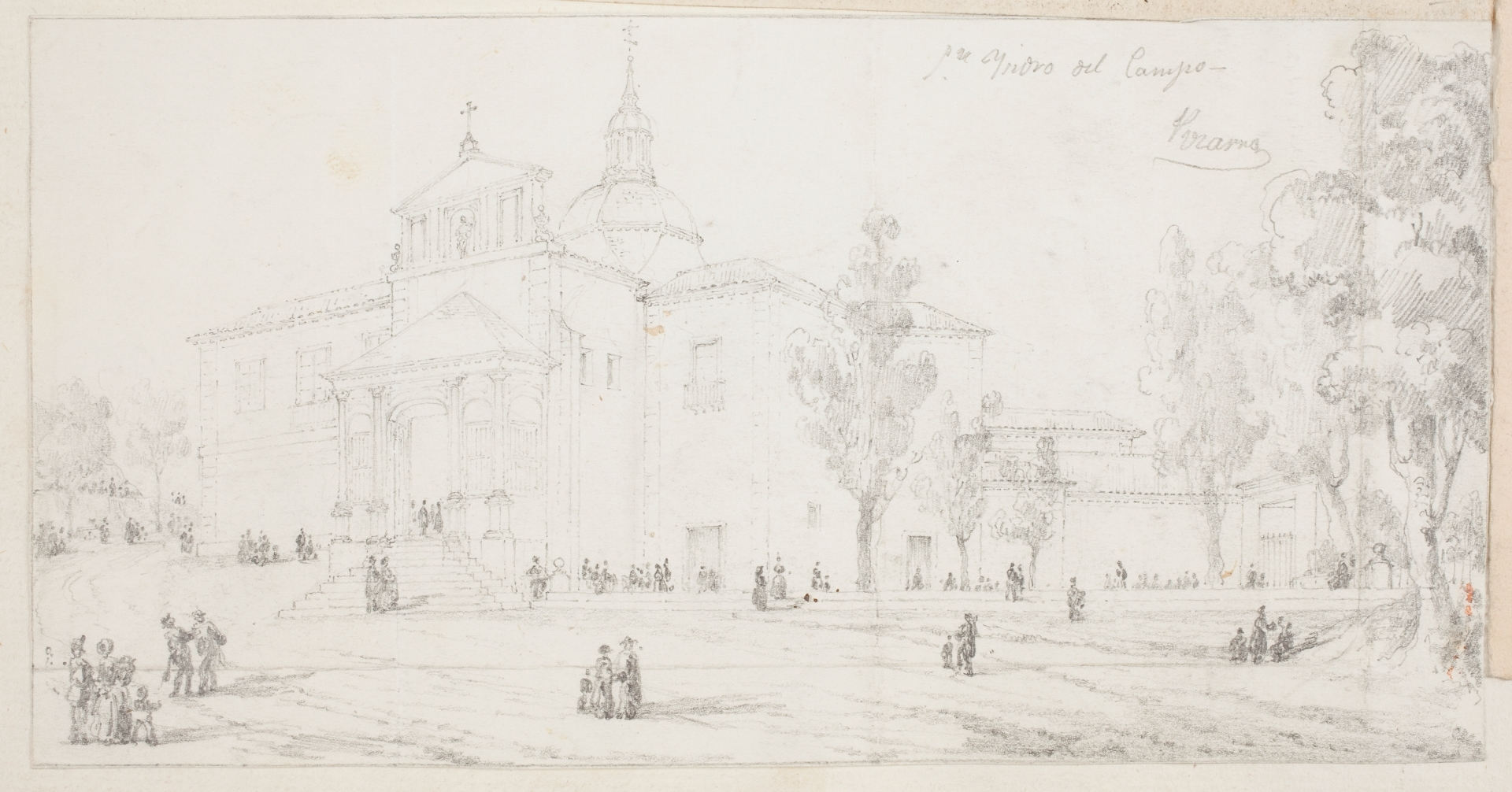
La ermita en un dibujo de Cecilio Pizarro

En el año 1811 el Ayuntamiento de Madrid decide construir un cementerio en los aledaños de la ermita. La idea había sido expuesta ante el consistorio, una década antes, por el arquitecto Rafael Felipe Mateo. Los brotes de cólera en España hacían urgente la ubicación de los cementerios en los extrarradios de las ciudades, la ubicación de la ermita era muy apropiada para la ubicación del cementerio que alcanzó su plena ocupación en 1860. 

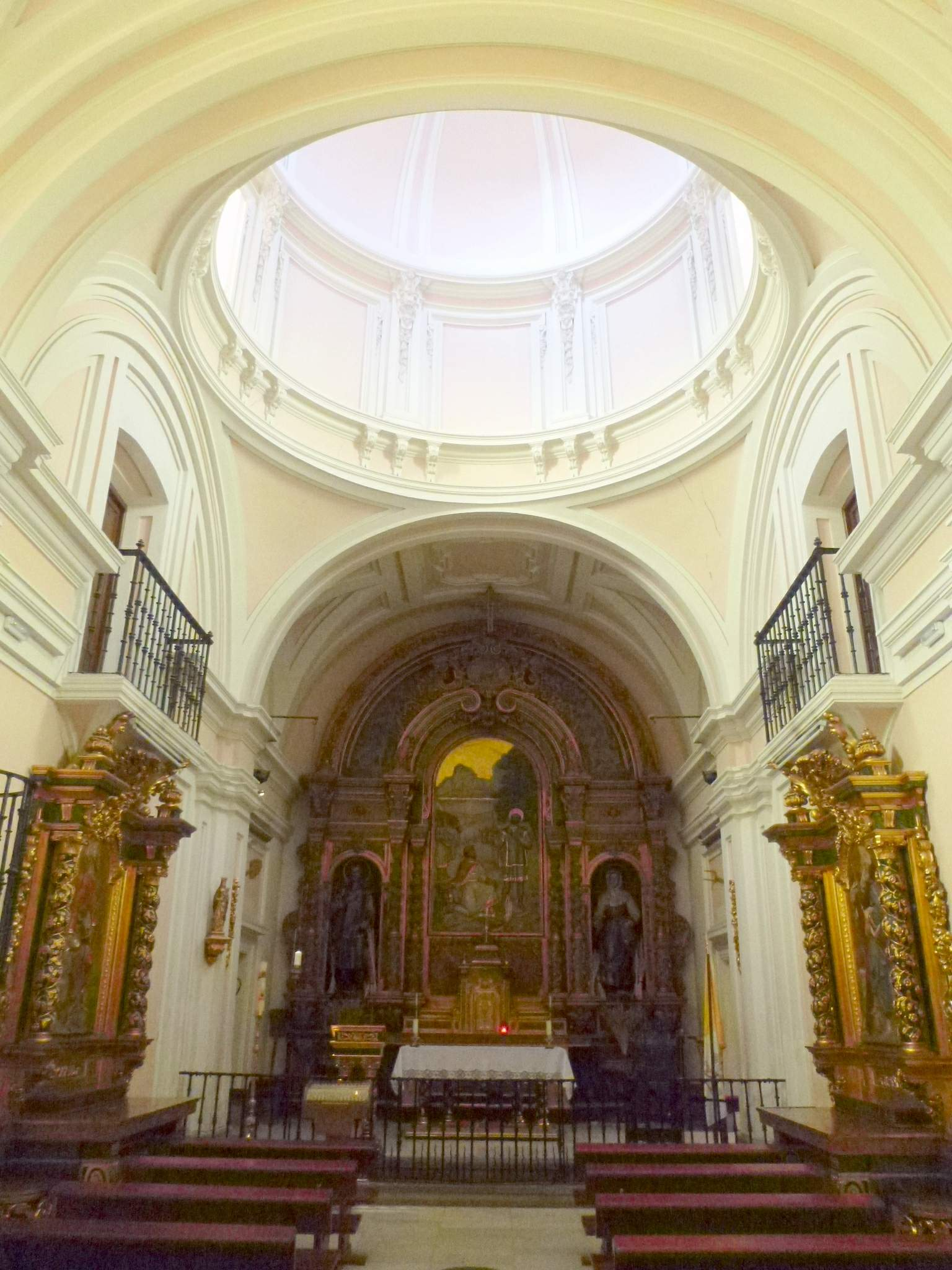
Aspecto del interior del templo.

Durante el transcurso de la Guerra Civil, la iglesia fue incendiada y los retablos de su interior fueron seriamente dañados. La misma ermita estuvo ubicada a escasos kilómetros del frente de batalla. Fue reconstruida posteriormente con el empleo de altares neobarrocos en su interior. Pasó a depender de la cercana parroquia de San Fulgencio y San Bernardo. A mediados del siglo XX el pozo queda cancelado y la fuente se conecta al Canal de Isabel II.
Desde el primer momento la ermita ha sido lugar de peregrinación para ir a beber el agua «milagrosa» de su fuente, convirtiéndose en lugar de encuentro durante la romería de San Isidro Labrador que los vecinos de Carabanchel y de Madrid hacían a la pradera de San Isidro y que eran tierras de campo y de labor. Su bella y emblemática imagen se convirtió en el fondo del escenario de la iconografía madrileña inmortalizada por Francisco de Goya, quien en muchas ocasiones acudió a Carabanchel para retratar al pueblo y sus costumbres y tradiciones.
Sin embargo, el paso del tiempo hizo que decayera su popularidad, la cual se recuperó en los años ochenta del siglo XX gracias a la labor del padre Manuel González López-Corps, párroco de la ermita de San Isidro; la Sacramental de San Isidro, San Pedro, San Andrés y Ánimas Benditas; el alcalde de Madrid Enrique Tierno Galván; los concejales de Carabanchel Miguel Lara y Joaquín García Pontes; y entidades vecinales como la Asociación de Vecinos de Carabanchel Bajo-San Isidro. De este modo se recupera la romería en la pradera de San Isidro (parque de San Isidro), se recupera la tradición de la bendición del agua milagrosa de la fuente de San Isidro, se hace una gran misa popular el día del patrón y se llena de productos tradicionales y castizos; que junto con los chulapos y chulapas, y goyescos y goyescas que allí van, le dan un aire muy popular.

## Características

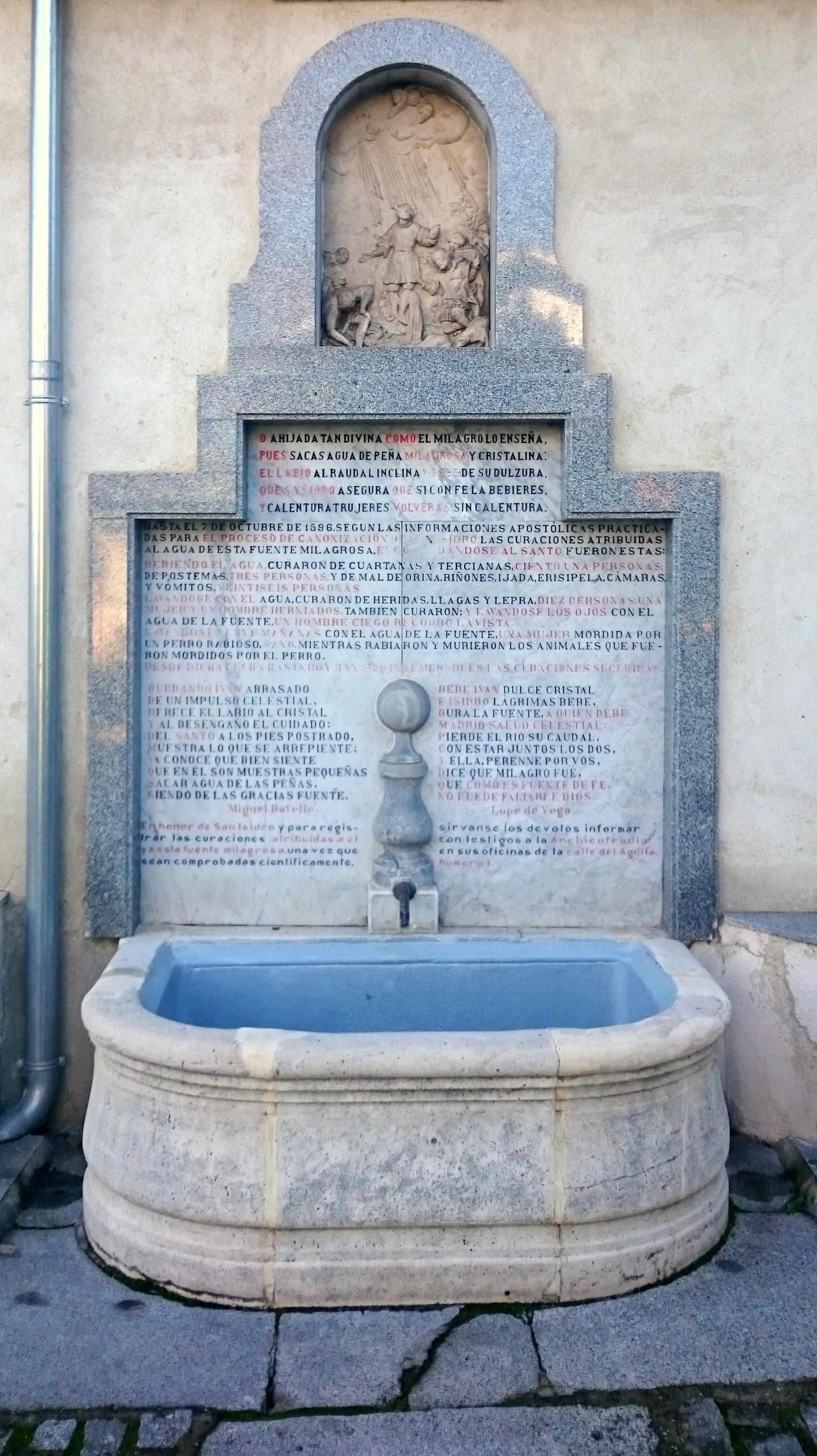
Entre las inscripciones se pueden leer los versos atribuidos a Lope de Vega:
Bebe Iván dulce cristal
e Isidro lágrimas bebe,
dura la fuente, a quien debe
Madrid salud celestial.
Pierde el río su caudal,
con estar juntos los dos,
y ella, perenne por vos,
dice que milagro fue
que como es fuente de fe,
no puede faltarle Dios.

La ermita se encuentra edificada sobre suelo pétreo. Se asienta sobre unos terrenos cuya formación geológica pertenece al período Cuaternario, formando un gran escalón sobre un estrato anterior del periodo Terciario, cuyo desnivel se aprecia a simple vista, coincidiendo aproximadamente con el paseo Quince de Mayo y paseo de la Ermita del Santo.
La planta de la ermita es rectangular, en el centro se alza una cúpula sobre pechinas y sin tambor. Los paramentos exteriores se encuentran cubiertos de revoco blanco. Sobre los laterales se encuentran balcones empleados por las autoridades y desde los que asistían a los eventos públicos. En el interior es de destacar el púlpito que se encuentra al lado del evangelio. Las bóvedas son de cañón y se encuentran sujetas por fajones. El interior tiene varias imágenes de san Isidro, santa María de la Cabeza además de san Pedro Apóstol (tercer cotitular del templo). 

### El manantial de San Isidro

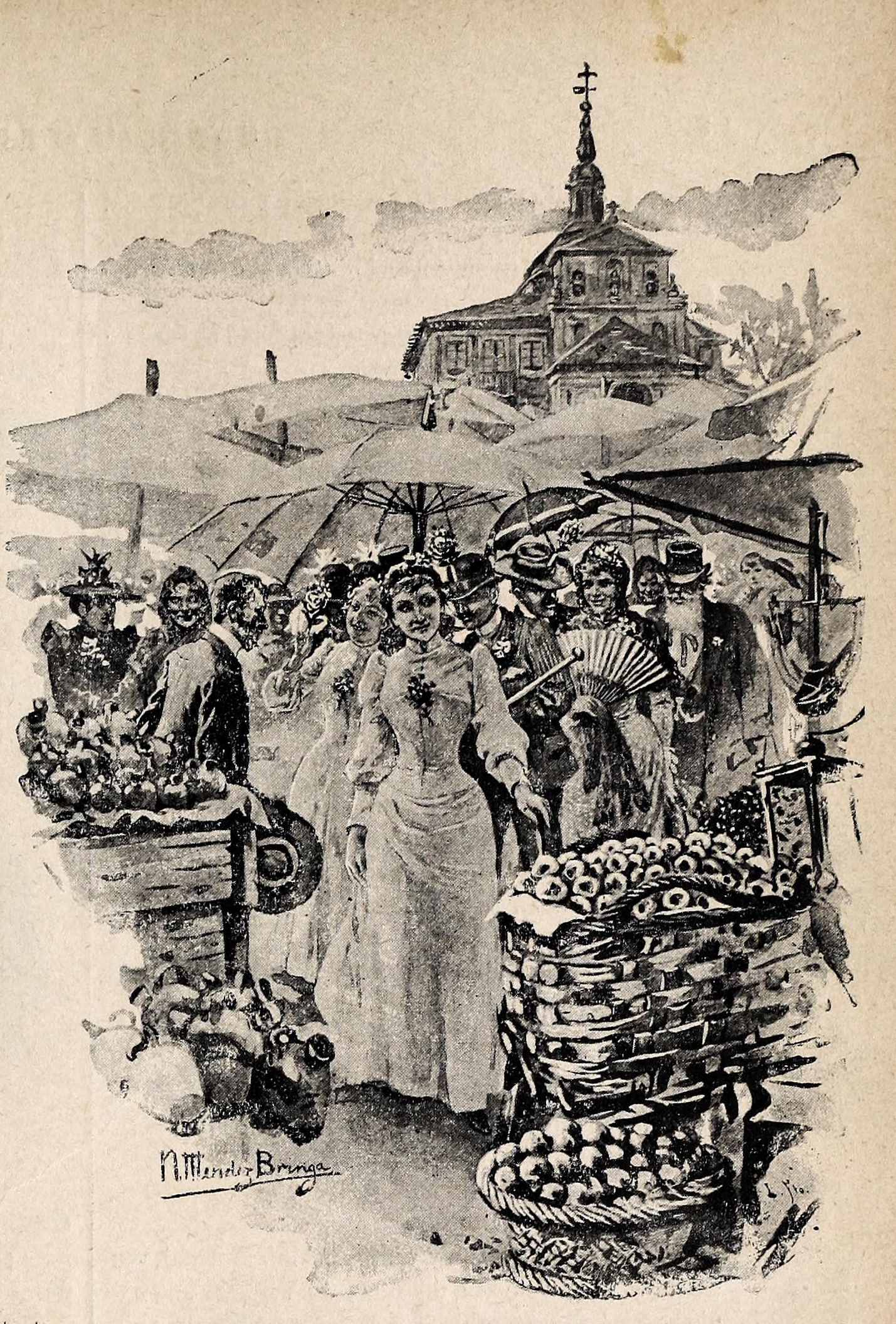
La fuente milagrosa, ilustración en Blanco y Negro de Méndez Bringa el 15 de mayo de 1892.

El manantial (o quizás pozo) data del siglo XII, del que ya tienen noticias de sus aguas milagrosas. A esta fuente acudió para curarse bebiendo sus aguas la madre de Felipe II y mujer de Carlos V. La tradición popular atribuye uno de los milagros de san Isidro a este pozo, creado para calmar la sed de su amo: Iván de Vargas, durante una calurosa tarde de verano. El manantial fue creado espontáneamente al clavar su aguijada en el suelo, según reza la creencia popular. La romería asociada al santo, anterior a la construcción de la ermita, ya consistía en ir a beber el agua milagrosa que brotaba de la fuente. Tras este viaje romero de comienzo de la primavera, los madrileños se explayaban a lo largo de la pradera cercana. 
El cuidado del manantial pronto corre a cargo del Ayuntamiento de Madrid desde el siglo XVI, aunque desde sus inicios se intentó que los gastos corrieran a cargo del Consejo Real de Castilla. La fuente es anterior a la ermita. La tradición hizo pronto que se celebrara la romería el 15 de mayo, siendo habitual besar las reliquias del santo y beber el agua que sale del manantial.   

### Localización
La ermita se encuentra en el paseo del Quince de Mayo, n.° 62 en el barrio de San Isidro del Distrito de Carabanchel adyacente a la Sacramental de San Isidro, y enfrente de la pradera de San Isidro. Es posible acceder a la fuente de su patio interior los domingos por la mañana (además de en los días cercanos a la festividad de San Isidro).[cita requerida] Antiguamente el acceso a la ermita desde la ciudad se realizaba por los puentes de Toledo y de Segovia. Desde el puente de Toledo, una vez cruzado el río Manzanares, ya en la margen izquierda se tomaba el Camino Bajo de San Isidro (que se denominó «paseo de San Illán» y posteriormente «paseo del Quince de Mayo»). En 1733 la Archocofradía Sacramental puso una pontón sobre el río (entre los puentes de Toledo y Segovia) para acortar el camino a la ermita, denominada «pasarela de San Isidro». En 1848 esta pontón ya tenía un ancho de tablero insuficiente para el tráfico de la época. La colocación de este puente provisional dio lugar al paseo perpendicular al río que a comienzos del siglo XXI se denomina «paso de pontones».

### Accesos
- Autobuses: EMT Líneas 25, 50
- Metro: la línea 5 de metro () (estación de Marqués de Vadillo).

## La ermita en la cultura popular

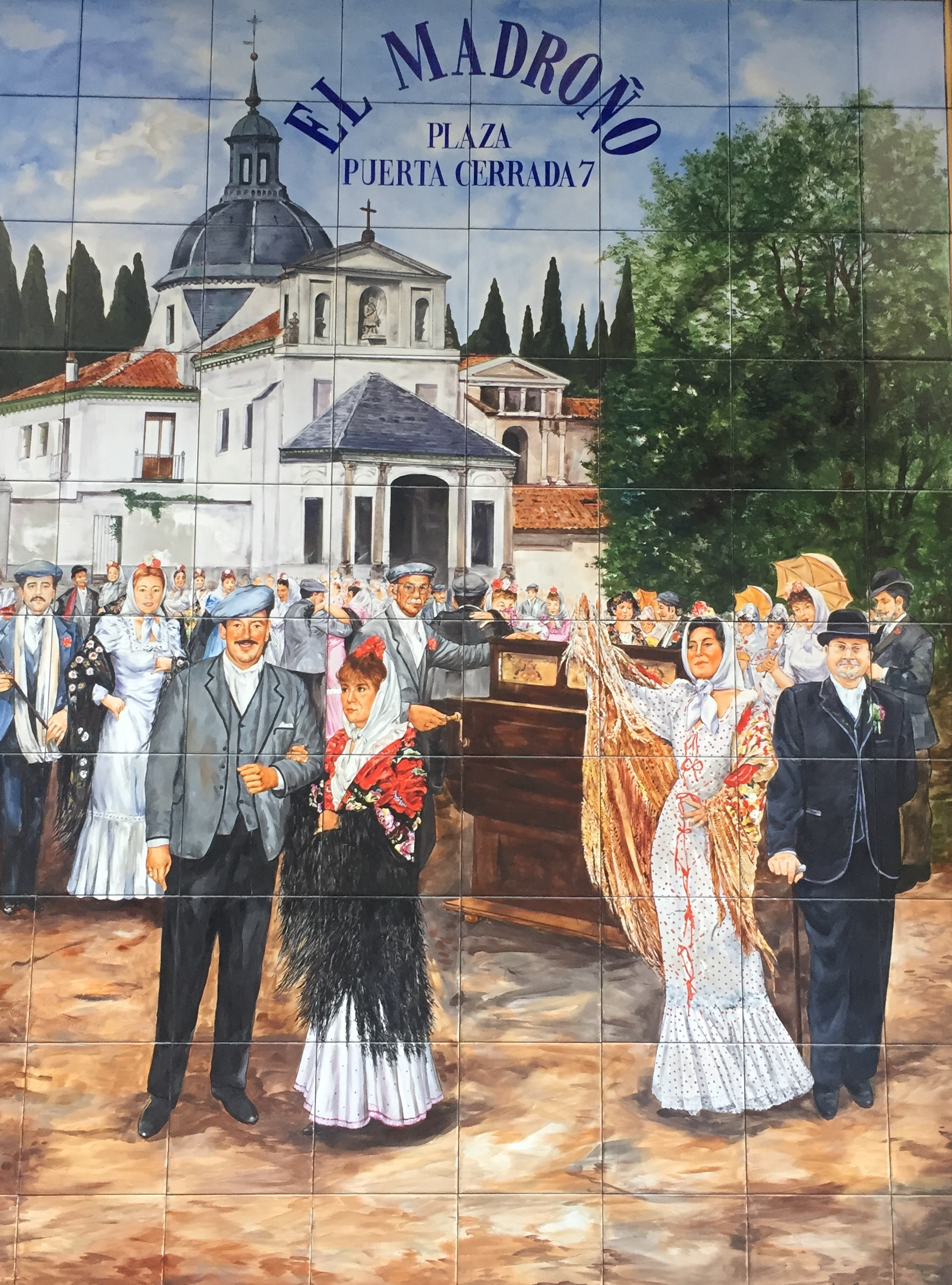
La ermita en unos azulejos

La popularidad del santo en Madrid hizo que desde los inicios la ermita, y su entorno, fuera lugar de celebraciones. Se conoce la popularidad de la ermita en siglos pasados por los cuadros y cartones trazados por Goya. Estas narraciones pictóricas influyeron a otros ilustradores y escritores posteriores.